# Allan Lawrence
Allan "Al" Lawrence, född 9 juli 1930 i Punchbowl utanför Sydney i New South Wales, död i maj 2017 i Houston i Texas, var en australisk friidrottare.
Lawrence blev olympisk bronsmedaljör på 10 000 meter vid sommarspelen 1956 i Melbourne.